# A Tett
A Tett 1915–1916 között kéthetente megjelenő irodalmi, képzőművészeti és társadalmi folyóirat volt. Kiadója és szerkesztője Kassák Lajos. A magyar avantgárd nyitányának szánta Kassák a folyóiratot, mintája a német aktivizmus folyóirata, a Die Aktion volt.

## Története
A magyar és az európai aktivizmus számos jeles képviselője gyűlt A Tett köré. A programadó cikket Szabó Dezső írta. A lap irányát azonban Kassák Lajos és a lap főmunkatársai adták meg. Nem kötelezték el magukat egyik izmus mellett sem, kozmopoliták voltak és háborúellenesek. A Tett második számát izgatás, utolsó, 17. számát háborúellenesség miatt tiltották be.
Kassák néhány alapműve ebben a folyóiratban jelent meg: például Mesteremberek, Örömhöz. A folyóirat betiltása után Kassák és köre nem állt le művészetének publikálásával, egy új, tipográfiailag is nagyon igényes folyóiratban, a Ma hasábjain folytatta munkáját.

## A hazai szerzők névsorából

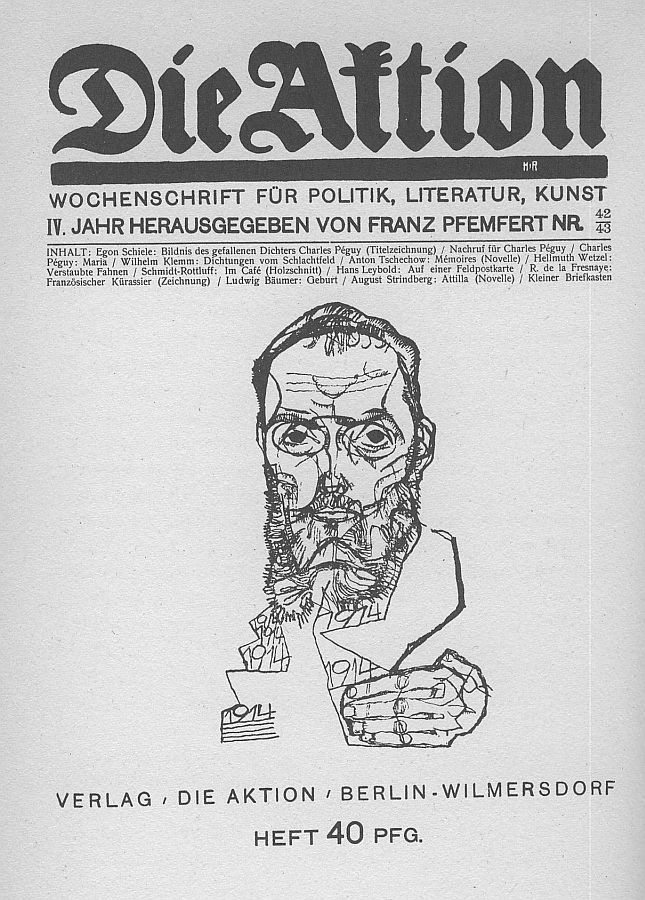
A „Die Aktion” egyik címoldala

- Barta Sándor
- Bortnyik Sándor
- György Mátyás
- Kassák Lajos
- Komját Aladár
- Komját Marcel
- Lengyel József
- Mácza János
- Moholy-Nagy László
- Rozványi Vilmos
- Szabó Dezső
- Uitz Béla

## Európai szerzők
- Libero Altomare
- Guillaume Apollinaire
- Mihail Arcibasev
- Georges Duhamel
- Paul Fort
- Vaszilij Kandinszkij
- Filippo Tommaso Marinetti
- Ludwig Rubiner
- Bernard Shaw
- Émile Verbaeren

## Szakirodalom
- Kassák Lajos: A magyar avantgárd három folyóirata. Helikon, 1964. 215-255.
- A Tett (1915-1916), Ma (1916-1925), 2x2 (1922). Repertórium; összeáll. Illés Ilona; Petőfi Irodalmi Múzeum, Bp., 1975 (A Petőfi Irodalmi Múzeum bibliográfiai füzetei B. sor.)
- Jelzés a világba. Háború, avantgárd, Kassák; szerk. Dobó Gábor, Szeredi Merse Pál; Kassák Alapítvány, Bp., 2016 (Az avantgárd és folyóiratai)
- Művészet akcióban. Kassák Lajos folyóiratai A Tett-től a Dokumentumig, 1915–1927; szerk. Balázs Eszter, Sasvári Edit, Szeredi Merse Pál; Kassák Alapítvány, Bp., 2017 (Az avantgárd és folyóiratai)